# Parafia greckokatolicka Przeniesienia Relikwii św. Mikołaja w Rzepedzi
Parafia greckokatolicka Przeniesienia Relikwii św. Mikołaja – parafia greckokatolicka w Rzepedzi, w dekanacie sanockim archieparchii przemysko-warszawskiej. 
Cerkiew pw. św. Mikołaja została zbudowana w roku 1824.  Do roku 1947 pełniła rolą cerkwi filialnej parafii w Turzańsku. Po wojnie w 1974 została założona samodzielna parafia w Rzepedzi.
Parafia posiada księgi: chrztów od 1870 r, małżeństw od 1901 r. oraz zmarłych od 1930 r.